# 湯米·拉索達
湯米·拉索達（Tommy Lasorda）是一位美國職棒投手和教練。1976年至1996年間，他執教美國職棒大聯盟洛杉磯道奇隊。
拉索達於1954年和1955年為道奇隊效力於美國職棒大聯盟，並於1956年為堪薩斯城運動家隊效力。拉索達作為道奇隊主教練兩次贏得世界大賽冠軍，並兩次被評為國家聯盟（NL）年度最佳教練。他的2號球衣被道奇隊退休。

## 生涯
拉索達作為道奇隊主教練時期創下了1,599勝-1,439敗的戰績，在他擔任道奇隊主教練的20年職業生涯中贏得了兩次世界大賽冠軍（1981 年和1988年）、四次國家聯盟冠軍和八次分區冠軍。他在30場國家聯盟系列賽中取得16場勝利，是當時所有教練中獲勝次數最多的。他也參加了四次全明星賽。
他主教練職業生涯共取得1,599場勝利，在歷史上排名第22位，只有另外兩位主教練在同一支球隊中取得如此多的勝利：阿爾斯通和麥克·梭夏，梭夏曾在拉索達手下效力。

## 外部連結
- 球員資訊和成績在MLB ，ESPN ，Retrosheet ，Baseball Reference ，Baseball Reference (Minors) ，Fangraphs ，The Baseball Cube （英文）
- 湯米·拉索達在台灣棒球維基館上的頁面（繁體中文）